# Frente Libanés
El Frente Libanés (en árabe: الجبهة اللبنانية, al-Jabha al-Lubnaniyya) o Front Libanais en francés, fue una coalición de partidos políticos, en su mayoría nacionalistas, formado en agosto de 1976 por intelectuales maronitas durante la guerra civil libanesa. Se supone que la creación de esta organización fue una respuesta a la creación del Movimiento Nacional Libanés, una coalición de izquierda liderada por Kamal Jumblatt y sus aliados.

## Origen
Tan pronto la Guerra civil estalló en 1975, varios de los futuros líderes de este Frente organizaron a sus partidos políticos y los transformaron en milicias, notablemente el Partido Nacional Liberal de Camille Chamoun, el influencial Partido Kataeb, también llamado Falanges Libanesas de Pierre Gemayel, y el Movimiento Marada de Suleiman Frangieh. El número de hombres de estas tres milicias rondaba los 18,000 en total, lo que era un número relativamente grande considerando que Líbano tenía menos de tres millones de habitantes para la época.
Durante la Batalla de Tel el Zaatar, los líderes cristianos consideraron la necesidad de formar una coalición para coordinar y arreglar sus operaciones, además de ser una respuesta a la formación del Movimiento Nacional del Líbano. William Hawi, líder del "Consejo Supremo de Seguridad" (renombrado más tarde como Consejo Militar de las Falanges Libanesas), fue asesinado por un francotirador durante los combates en el campo de refugiados el 13 de julio de 1976. Tras esto, el liderazgo fue asignado al hijo de Pierre Gemayel, Bashir.
El 20 de junio de ese mismo año, el buró político de las Falanges Libanesas aprobó la "Resolución 3450 de las Fuerzas Libanesas Conjuntas",la cual creó el Frente Libanés.

## Guerra civil libanesa

### Líderes
El Frente Libanés estaba liderado por el expresidente de Líbano Camille Chamoun, y sus participantes principales eran Pierre Gemayel, fundador y presidente del Partido Falangista, el presidente de Líbano, Suleiman Frangieh, que acababa de salir de su puesto, el profesor de filosofía, eminente diplomático y expresidente de la Asamblea General de las Naciones Unidas en 1958, Charles Malik, y Fouad Frem al-Boustani, presidente de la Universidad Libanesa. El Frente también incluyó a figuras religiosas, como el padre Charbel Qassis, quien fue reemplazado por Bulus Naaman como "jefe del congreso permanente de las órdenes monásticas libanesas". También, por un corto tiempo, el poeta y prominente miembro de los Guardianes de los Cedros, Said Akl, formó parte de la organización.

### Luchas internas
Por la dominancia de las Falanges Libanesas sobre el Frente y sus acercamientos con Israel, las relaciones entre el Movimiento Marada y los demás partidos miembros comenzaron a deteriorarse, ya que Suleiman Frangieh era pro-sirio. Cabe resaltar que Siria estaba invadiendo al Líbano por aquel entonces. En junio de 1978, el hijo de Suleiman Frangieh y comandante de los Marada, Tony, fue asesinado por miembros armados de la Falange junto a su hija de tres años, Jihane, y a su esposa dentro de su mansión en un intento de secuestro fallido por órdenes de Bashir Gemayel tras el asesinato de un funcionario falangista, hecho ordenado por el mencionado. El incidente se conoce como la Masacre de Ehden, y este fue el punto de inflexión que causó la salida de Suleiman Frangieh y su milicia del Frente Libanés. En la masacre murieron entre 28 a 40 individuos.

### Reemplazo e intento de reformación
El mismo año, el Frente Libanés luchó en la Guerra de los Cien Días contra Siria. A finales de los años 70 y a inicios de los 80, a partir del deseo de Bashir de unificar a las milicias del Frente Libanés con su política de la "Unificación por el Rifle", aparecen las Fuerzas Libanesas, las cuales comienzan a ganar una gran influencia y que finalmente reemplazarían a la coalición. 
En 1982, las Fuerzas Libanesas postulan a Bashir Gemayel para las elecciones presidenciales. Fue elegido por el Parlamento de Líbano por 58 de 62 votos tanto de los representantes cristianos como de los musulmanes, aunque Bashir nunca llegó a posesionarse ya que fue asesinado por una bomba unas semanas después el 14 de septiembre.
La mayoría de líderes prominentes del Frente Libanés habían fallecido (Pierre Gemayel en 1984, Camille hamoun y Charles Malik en 1987) y fueron reemplazados por nuevos jefes como Georges Saadeh, Amin Gemayel y Karim Pakradouni. Después de todos estos eventos, el Frente Libanés vivió por un corto periodo de tiempo, reemplazado por las Fuerzas Libanesas. Dany Chamoun, hijo del ya fallecido Camille Chamoun, intenta reformar la antigua organización, creando el "Nuevo Frente Libanés" que apoyaba al general Michel Aoun. El proyecto de reformarlo, y, por lo tanto, el Frente en sí, acabó con el asesinato de Chamoun en 1990.